# Нелсон (Небраска)
Нелсон (енгл. Nelson) град је у америчкој савезној држави Небраска.

## Демографија
По попису из 2010. године број становника је 488, што је 99 (-16,9%) становника мање него 2000. године.
| Група             | 2000.       | 2010.       |
| Белци             | 577 (98,3%) | 472 (96,7%) |
| Афроамериканци    | 0 (0,0%)    | 0 (0,0%)    |
| Азијати           | 0 (0,0%)    | 0 (0,0%)    |
| Хиспаноамериканци | 7 (1,2%)    | 8 (1,6%)    |
| Укупно            | 587         | 488         |